# Calville

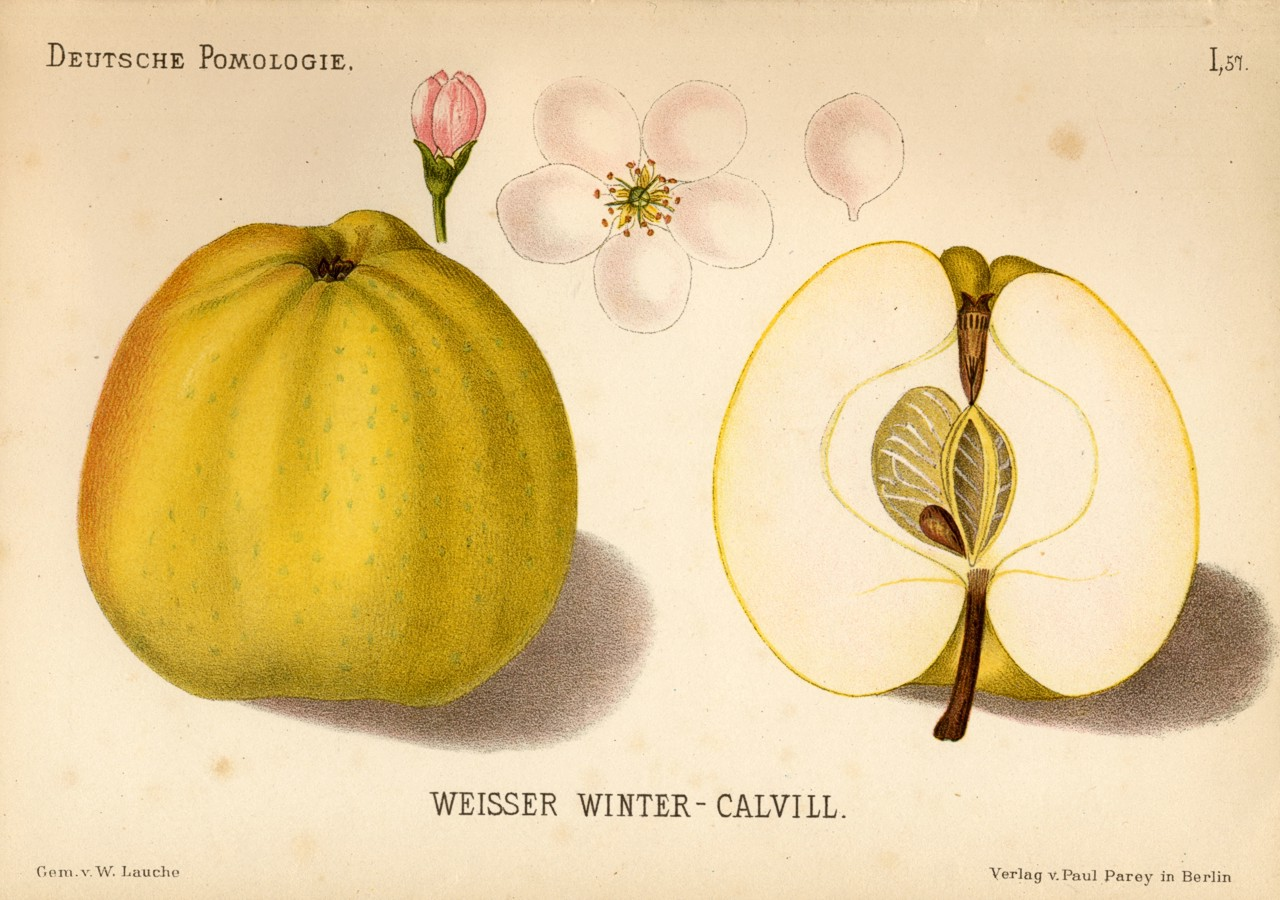
Winter-Calville, Zeichnung von Wilhelm Lauche 1882

Als Calville oder Kalvill wird eine Reihe von feinschmeckenden, oft süßen Apfelsorten bezeichnet, die im 19. Jahrhundert zu den edelsten und beliebtesten Tafeläpfeln zählten. Unter den verschiedenen Züchtungen wurden einige "Echter Calville" und "Rosen-Calville" genannt. J.M. Kohler (1864) rechnet sie zu den Glanzreinetten, während sie Hinkerts Systematisches Handbuch der Pomologie (1865) der Ersten Klasse der Apfelsorten bzw. den Kantäpfeln zuordnet. Sie seien ideal für Gärten, aber "nicht für offene Feldanlagen geeignet", da sie teils vom Baume essbar, teils "von außen zu anlockend sind und nur im gebauten Gartenlande ihre Güte erreichen". Die Bäume werden am besten als Halb- oder Niederstamm gezogen.
Der Calville hat ein lockeres, würziges Fruchtfleisch. Er ist meist kleiner als andere Apfelsorten, mit etwas gerippter Form und feiner Schale, die während der Lagerung etwas fettig wird. Als Herbstapfel ist er überwiegend gelb oder rötlich, als Winterapfel meist heller (weißgelb) oder rot geflammt. Die Schale kann bei längerer Lagerung runzlig werden, was aber den Geschmack nicht beeinträchtigt.
Die meisten Sorten eignen sich zum Halbstamm, nur wenige als Hochstamm. Früher wurden sie – insbesondere in Kleingärten – als Spalier gezogen. Manche (z. B. englischer Kalvill) pflanzte man auch auf Streuobstwiesen. Heute sind Calvillesorten in Geschäften selten zu finden, einige gelten als gefährdet.

## Calville-Sorten
Namensträger bzw. Unterarten des Calville sind u. a.:
- Adersleber Kalvill
- Calville von Anjou
- Buchholzer Calville
- Calville von Boskoop
- Carins Calville (seltener: Karins Kalvill)
- Carmin-Calville
- Cornwalliser Nelkenapfel
- Danziger Kantapfel (Calville de Danzig), auch Nikolaus- oder Himbeerapfel genannt
- Eggermonts Calville
- Evas Calville (Evas Kalvill)
- Frauen-Calvill (sehr selten)
- Garibaldis Calville
- Gelber Bellefleur, Metzger's Calville, Westfield oder Linoeus Pippin
- Gelber Herbst-Calvill (bzw. Gelber Herbstcalville)
- Gestreifter Herbst-Calvill (Calville d'Automne rayée) oder Hainbutterapfel
- Gestreifter Wintercalville
- Gewürz-Calvill
- Kaiser-Calville
- London Pepping oder Englischer Calville
- Lütticher Ananas-Calvill
- Maussions Calville
- Rote Sternrenette (Calville Etoilée), siehe auch Herzapfel, Weihnachtsapfel
- Roter Herbstkalvill (Calville (rouge) d'automne) oder Himbeerapfel
- Roter Oster-Calvill
- Roter Sommer-Kalvill
- Roter Winter-Calvill (bzw. Roter Winter-Kalvill)
- Schnee-Calvill
- Weißer Sommer-Calville
- Weißer Winter-Calville (Calville blanc d'hiver), auch Paradies- oder Quittenapfel.